# Olympische Sommerspiele 2008/Teilnehmer (Belize)
| Gelbes Symbol für Goldmedaillen mit stilisierten Olympischen Ringen | Graues Symbol für Silbermedaillen mit stilisierten Olympischen Ringen | Braundes Symbol für Bronzemedaillen mit stilisierten Olympischen Ringen |
| ------------------------------------------------------------------- | --------------------------------------------------------------------- | ----------------------------------------------------------------------- |
| —                                                                   | —                                                                     | —                                                                       |

Belize war mit der Teilnahme an den Olympischen Sommerspielen 2008 in Peking insgesamt zum 10. Mal bei Olympischen Spielen vertreten. Die erste Teilnahme war 1976. Zuvor war die Nation bereits zweimal, 1968 und 1972, als Britisch-Honduras angetreten.

## Teilnehmer nach Sportarten

### Leichtathletik
- Jayson Jones
Männer, 200 Meter, schied in der ersten Qualifikationsrunde als Sechster aus
- Jonathan Williams
Männer, 400 Meter Hürden, zog im ersten Vorlauf am 15. August als Vierter ins Halbfinale ein
- Tricia Flores
Frauen, Weitsprung, wurde mit 5,25 m 19. ihrer Qualifikationsgruppe

### Taekwondo
- Alfonso Martinez
Männer, Klasse bis 58 kg